# Clementine O'And
Clementine O'And (1840-1898) er en figur i Disneys tegneserieunivers.
Hun er Joakim von Ands mor og Anders Ands mormor. Boede i Glasgow indtil hun og hendes mand, Frederik von And, arvede von And-klanens slot på Ødelyng Overdrev, hvorefter de flyttede dertil. Både Clementine og Frederik ligger nu begravet der. Joakim arvede slottet efter faderens død, og i øjeblikket (hvis man skal tro Don Rosas historie) passer hans søster Andrea det.
Ifølge Don Rosa blev hun født i Irland i 1840 og døde i en tidlig alder i 1898. 